# Drenov Bok
Drenov Bok falu Horvátországban Sziszek-Monoszló megyében. Közigazgatásilag Jasenovachoz tartozik.

## Fekvése
Sziszektől légvonalban 49, közúton 72 km-re délkeletre, községközpontjától közúton 9 km-re nyugatra, a Báni végvidéken, a Száva bal partján fekszik. Egyutcás falu, házai a folyóval párhuzamos főutca északi oldalán sorakoznak.

## Története
Neve olyan helyet jelöl, ahol sok volt a som (horvátul: dren). A település a török kiűzése után a 17. század végén keletkezett, amikor nagyrészt Boszniából érkezett katolikus horvátokkal telepítették be. A katonai határőrvidék kialakítása után a Petrinya központú második báni ezredhez tartozott. 1749-ben a határőrvidék átszervezése után a kostajnicai ezredhez csatolták. A falu 1774-ben az első katonai felmérés térképén „Dorf Drenovbok” néven szerepel. Nagy Lajos 1829-ben kiadott művében ugyancsak „Drenovbok” néven 121 házzal és 609 lakossal találjuk. Közülük 599 katolikus vallású volt.
A településnek 1857-ben 844, 1910-ben 922 lakosa volt. Pozsega vármegye Novszkai járásának része volt. 1918-ban az új szerb-horvát-szlovén állam, majd később Jugoszlávia része lett. Nehéz időszakot élt át a lakossága a II. világháború alatt. 1941-ben a németbarát Független Horvát Állam része lett. 1991-ben a háború előtt lakosságának 90%-a horvát nemzetiségű volt. 1991-ben elfoglalta a jugoszláv hadsereg és a horvát lakosságnak menekülnie kellett. Házaikat kifosztották és felgyújtották. 1995. május 1-jén a Villám hadművelet elején szabadították fel a horvát erők. A háború után szinte mindent újjá kellett építeni. A településnek 2011-ben 82 lakosa volt.

## Népesség
| Lakosság változása | Lakosság változása | Lakosság változása | Lakosság változása | Lakosság változása | Lakosság változása | Lakosság változása | Lakosság változása | Lakosság változása | Lakosság változása | Lakosság változása | Lakosság változása | Lakosság változása | Lakosság változása | Lakosság változása | Lakosság változása |
| ------------------ | ------------------ | ------------------ | ------------------ | ------------------ | ------------------ | ------------------ | ------------------ | ------------------ | ------------------ | ------------------ | ------------------ | ------------------ | ------------------ | ------------------ | ------------------ |
| 1857               | 1869               | 1880               | 1890               | 1900               | 1910               | 1921               | 1931               | 1948               | 1953               | 1961               | 1971               | 1981               | 1991               | 2001               | 2011               |
| 844                | 955                | 881                | 885                | 898                | 922                | 840                | 770                | 656                | 666                | 585                | 431                | 318                | 222                | 143                | 82                 |

## Nevezetességei
- Drenov Bok falu határa a Lónyamező természetvédelmi terület része. A Lónyamező nemzetközi jelentőségű védett menedékhelye és költőhelye a mocsári madárvilágnak, de rajtuk kívül még számos állatfaj élőhelye.

- A falutól nem messze található a Krapje Đol madárrezervátum, ahova gyakran kirándulnak a madárvilág szerelmesei. Ez a kanalasgém (platalea leucorodia) egyetlen horvátországi költőhelye.

## Sport
Az NK Jedinstvo Drenov Bok labdarúgócsapata a megyei 3. osztályban szerepel.